# Destinées (Simenon)
Destinées est une œuvre autobiographique de Georges Simenon publiée pour la première fois en juillet 1981 aux Presses de la Cité.
L'œuvre est dictée par Simenon à Lausanne, 12 avenue des Figuiers, du 19 août au 19 octobre 1979.
Destinées est la vingt-et-unième et dernière dictée de Simenon.